# Frank Bürmann
Frank Bürmann (* 1964 in Hildesheim) ist ein deutscher Maler und Bildhauer.

## Leben und Werk
Frank Bürmann begann eine Laufbahn als Polizist bei der Polizei Niedersachsen.
Auf seinen Reisen durch Europa lernte Bürmann 1985 den griechischen Maler Giannis Tsarouchis kennen, für den er einige Monate arbeitete. In Tsarouchis Atelier begegnete er Künstlern wie David Hockney oder Dionysis Fotopoulos.
Im Jahr 1989 wurde bei Bürmann ein Knochentumor festgestellt, zahlreiche Operationen und Krankenhausaufenthalte folgten. Die nächsten 4 Jahre saß Bürmann im Rollstuhl und arbeitete als Folge ausschließlich in seinem Hildesheimer Atelier. Der Rollstuhl inspirierte ihn zu einer Serie von Stuhlskulpturen, ausgestellt 1992 in Hildesheim. Gemeinsam mit James Rizzi und Otmar Alt stellte Bürmann seinen Bilderzyklus „Kleiner Könich“ 1993 in Baden-Baden aus.
1994 erfolgte die Aufnahme in den Bund bildender Künstler (BBK).
Einer Gemeinschaftsausstellung mit Robert Combas in der Galerie Bouscayrol in Biarritz und Bordeaux folgte 1995 die erste große Einzelausstellung Bürmanns in der Galerie l’oil im Palais des Beaux Arts in Brüssel.
Im Jahr 1998 wurde Bürmanns Zeichnung Weltraumtraumraum (Sumi-Tusche auf Papier) im Rahmen der Mir-Mission Sojus TM 28 für drei Wochen in den Weltraum gesendet. Die Kosmonauten Sergei Wassiljewitsch Awdejew, Gennadi Padalka und Juri Michailowitsch Baturin stempelten und signierten die Zeichnung auf der Mir (Raumstation), die im Anschluss wieder zurück auf die Erde geschickt wurde.
2000 eröffnete Bürmann ein zweites Atelier in Hamburg, bis er 2001 ganz in die Hansestadt umzog. In dieser Zeit wurde er vertreten durch die Galerie Hohmann in Hamburg und The Hart Gallery in Chicago.
2006 verließ Bürmann mit dem Projekt The Art of Hamburg komplett die Leinwand und verwendete Alltagsgegenstände wie Kleidung, Taschen oder ähnliches als Träger seiner Kunstwerke.

## Soziale Projekte
Bürmanns soziales Engagement begann 1997, als er die Aktionen „Prominente malen für aidskranke Kinder“ und „Kinder malen eine Welt“ mit 100 Kindern aus insgesamt 27 Ländern startete.
Im Jahr 2000 wurde Frank Bürmann im Rahmen des niedersächsischen Projektes “Aktion Kinder” Kinderbotschafter des Landes Niedersachsen, gemeinsam mit Andreas Aguilar, dem Turnweltmeister 1989, und Julia Zwehl, der damaligen Hockey-Nationaltorhüterin.
Für das Projekt „Kinderland Niedersachsen“, ein Gemeinschaftsprojekt mit der Niedersächsischen Landesregierung, übernahm Bürmann die Bildgestaltung.
Sein Engagement für wohltätige Zwecke und Kinder ging in den folgenden Jahren von der Unterstützung der NCL-Stiftung bis zur individuellen Auseinandersetzung mit kleinen Gruppen.

## Projekte (Auswahl)
- 1996: Teilnahme an Gruppenausstellung im Roemer-Pelizaeus Museum Hildesheim.[9]
- 1997: Fassadengestaltung des „Bürmann“ Hauses in Hildesheim.
- 1998: Gestaltung der Kröpcke-Uhr auf dem Kröpckeplatz in Hannover.[10]
- 2000: Anlässlich der Expo 2000 gestaltete Bürmann für den Auftritt der Firma Siemens die „Wissensfiguren“ und gestaltete eine Straßenbahn der Üstra, Hannover, mit seinen für ihn typischen Motiven.[11][12][13]
- 2001: Gestaltung eines VW Lupo zugunsten der Diakonischen Werke.[14][15]
- 2004: Bürmann malte drei Gemälde für die Stiftungen „Lebendiger Jungfernstieg“ und „Lebendige Stadt“. Die Verkaufserlöse der Poster-Reproduktionen kamen zu 100 % der Stiftung „Lebendiger Jungfernstieg“ zugute.[16][17][18]
- 2005: Bürmann gestaltete eine Diesellokomotive der Nord-Ostsee-Bahn anlässlich der Inbetriebnahme der Strecke Hamburg – Westerland.[19][20]
- 2006: Bürmann bemalte eine Barkasse im Hamburger Hafen.[21][22]
- 2007: Gestaltung des Kinder-Clubs im Alstertal-Einkaufszentrum.[23]
- 2008: Gestaltung von „Brücke 10“, Kultlocation im Hamburger Hafen.[24]
- 2013/2014: Im Auftrag der Stadt Hildesheim entwickelte Bürmann den „Kunstbaukasten“ zur künstlerischen Umsetzung des 1200-jährigen Stadtjubiläums.[25][26]